# Хогнесс, Дэвид
Дэвид Хогнесс (David Swenson Hogness; род. 17 ноября 1925, Окленд, Калифорния) — американский учёный, биохимик и генетик, специалист в области генетики человека и биологии развития.
Доктор философии (1952), эмерит-профессор Стэнфордского университета. Член Национальной АН США (1976). Первооткрыватель бокса Хогнесса.

## Биография
Сын Торфина Хогнесса. Изучал химию в Калифорнийском технологическом институте, откуда ушёл на службу в ВМС США. Затем получил степени бакалавра (1949) и доктора философии по биологии и химии (1952). Являлся постдоком в Париже у Жака Моно, после чего поступил на новообразованную кафедру под началом Артура Корнберга в школе медицины Вашингтонского университета в Сент-Луисе. В 1959 году перешёл в школу медицины Стэнфордского университета, где ныне именной профессор (Munzer Professor) биологии развития и биохимии, эмерит. Содействовал там организации кафедры биохимии и в 1989 году — кафедры биологии развития. У него являлся постдоком Майкл Янг (1975—1977), впоследствии нобелевский лауреат 2017 года, и занимался над докторской Philip A. Beachy (в 1981—1986 гг.).
Член Американской академии искусств и наук и EMBO (ассоциированный член, 1992), почётный член Японского биохимического общества.

## Награды и отличия
- Newcomb Cleveland Prize[англ.] (1965)
- Стипендия Гуггенхайма (1968)
- Howard Taylor Ricketts Award[нем.] Чикагского университета (1977)
- Harvey Lecture[нем.] (1979)
- Genetics Society of America Medal[англ.] (1984)
- Премия Гумбольдта (1995)
- Дарвиновская премия Эдинбургского университета (1995)
- March of Dimes Prize in Developmental Biology (1997)
- Lifetime Achievement Award, Society for Developmental Biology[англ.] (2002)[9]
- Медаль Томаса Ханта Моргана (2003)
- Международная премия по биологии (2007)[10]
- Warren Alpert Foundation Prize[нем.] (2013)[11]